# Eragrostis condensata
Eragrostis condensata är en gräsart som först beskrevs av Jan Svatopluk Presl, och fick sitt nu gällande namn av Ernst Gottlieb von Steudel. Eragrostis condensata ingår i släktet kärleksgrässläktet, och familjen gräs. IUCN kategoriserar arten globalt som livskraftig.
Artens utbredningsområde är Ecuador. Inga underarter finns listade i Catalogue of Life.